# Spilosoma annellata
Spilosoma annellata là một loài bướm đêm thuộc phân họ Arctiinae, họ Erebidae.